# 童万亨
童万亨（1937年10月—2010年11月），男，福建武平人，中华人民共和国政治人物，曾任中共漳州市委书记，福建省人民政府副省长，福建省人大常委会副主任。